# Titelgegenklage
Die Titelgegenklage ist eine prozessuale Gestaltungsklage analog § 767 Abs. 1 ZPO und als solche ein Rechtsbehelf im Bereich der Zwangsvollstreckung, mit dem der Schuldner geltend machen kann, dass der gegen ihn gerichtete Vollstreckungstitel unwirksam ist.

## Zulässigkeit

### Statthaftigkeit

#### Klageziele
Die Titelgegenklage ist statthaft, wenn der Kläger (hier der Schuldner) begehrt, die Zwangsvollstreckung für unzulässig zu erklären und Einwendungen gegen die Wirksamkeit des Titels geltend macht.
Hierbei sind drei Konstellationen denkbar:
- Der Bundesgerichtshof hat diese allgemeine Gestaltungsklage ursprünglich für die Konstellationen entwickelt, "in denen ein nach dem äußeren Erscheinungsbild wirksamer Titel aus formellen Gründen unwirksam ist, ohne dass dies dem Titelinhalt zu entnehmen ist"[2].
- Mittlerweile ist die Klage auch statthaft, wenn die Unwirksamkeit aus formellen Gründen dem Titel zu entnehmen ist (Beispiel: erkennbar unbestimmter Titel)[3][2]
- Sie ist auch statthaft, wenn der Titel an sich aus materiell-rechtlichen Gründen unwirksam ist (Beispiel: unwirksame Unterwerfungserklärung in Bauträgerverträgen).[4][2]

#### Abgrenzung
Sie ist daher von der Vollstreckungsabwehrklage abzugrenzen (§ 767 ZPO in unmittelbarer Anwendung), bei der materiell-rechtlichen Einwendungen gegen die zugrunde liegende Forderung – und nicht gegen die Wirksamkeit des Titels selbst – geltend gemacht werden.
Dem klägerischen Begehren nach besteht daher eine Verwandtschaft zur Klauselerinnerung (§ 732 ZPO), bei der ebenfalls die Wirksamkeit des Titels angegriffen wird. Beide Rechtsbehelfe können nebeneinander statthaft sein. Es besteht für den Schuldner somit ein Wahlrecht.

### Zuständiges Gericht, Rechtsschutzbedürfnis
Hinsichtlich der Fragen des zuständigen Gerichts und des Rechtsschutzbedürfnisses kann wegen der Analogie zu § 767 ZPO auf die Ausführungen bei der Vollstreckungsabwehrklage verwiesen werden.

### Zulässigkeit der Titelgegenklage
Die Titelgegenklage kann auch isoliert von einer Vollstreckungsabwehrklage (§ 767 ZPO in unmittelbarer Anwendung) erhoben werden. Es ist aber auch möglich, sie mit einer Vollstreckungsabwehrklage zu verbinden.

## Begründetheit
Die Klage ist begründet, wenn der Titel aus erkennbaren und/oder nicht erkennbaren, formellen Mängeln oder aus materiell-rechtlichen Mängeln heraus unwirksam ist. Anders als bei der Vollstreckungsabwehrklage ist es unerheblich, ob die Einwendungen nach § 767 Abs. 2 und Abs. 3 ZPO präkludiert wären, denn die § 767 Abs. 2 und Abs. 3 ZPO finden auf diese Klage keine Anwendung.

## Beispiele
Fall 1: B erhebt gegen A Teilklage auf Zahlung, ohne dabei den streitgegenständlichen Sachverhalt näher anzugeben. A wird antragsgemäß verurteilt, das Urteil wird rechtskräftig. Nun kann A erfolgreich mit der Klage nach § 767 Abs. 1 ZPO analog gegen die Zwangsvollstreckung aus dem Urteil vorgehen, weil nicht erkennbar ist, über welchen Anspruch entschieden wurde und der Titel somit aus formellen, aus dem Titel aber nicht ersichtlichen Gründen unwirksam ist.
Fall 2: B erlangt gegen A ein rechtskräftiges Urteil, wobei der Tenor zu unbestimmt ist.  Nun kann A erfolgreich mit der Klage nach § 767 Abs. 1 ZPO analog gegen die Zwangsvollstreckung aus dem Urteil vorgehen, weil der Titel in Folge der Unbestimmtheit aus formellen, aus dem Titel  ersichtlichen Gründen unwirksam ist.
Fall 3: A kauft von B ein Haus mit Grundstück. B hat für diese Geschäfte einen vorformulierten Vertrag, nach dem sich der Käufer (hier also A) schon vor Fälligkeit des Kaufpreises der sofortigen Zwangsvollstreckung unterwirft. Diese Klausel ist nach § 307 Abs. 2 BGB unwirksam. Nun kann sich A erfolgreich mit der Klage nach § 767 Abs. 1 ZPO analog gegen die Zwangsvollstreckung wehren, denn der Titel an sich ist unwirksam.